# Thermae Romae
Thermae Romae (яп. テルマエ・ロマエ, Terumae Romae) — японська манґа, створена Марі Ямадзакі. Вона отримала третю премію Manga Taishō та нагороду за коротку історію на 14-й церемонії вручення Культурної премії Осаму Тедзуки.
DLE адаптували флеш-аніме, що транслювалося на Fuji TV з 12 по 26 січня 2012 року. Студія також створила живу екранізацію у вигляді фільму, яка вийшла в прокат 28 квітня 2012 року. Другий фільм, Thermae Romae II, вийшов у 2014 році. Оригінальне мережеве аніме (ONA) під назвою Thermae Romae Novae, створене студією NAZ, було анонсовано і випущене на Netflix у березні 2022 року. Продовження манги під назвою Thermae Romae redux почало серіалізацію на вебсайті та в додатку Shōnen Jump+ видавництва Shueisha 6 лютого 2024 року.

## Сюжет
Історія розповідає про давньоримського архітектора на ім’я Луцій, який стикається з труднощами у пошуку нових ідей. Одного дня він виявляє прихований тунель під термами, який приводить його до сучасної японської бані. Натхненний побаченими інноваціями, він створює власні терми — Roma Thermae, привносячи сучасні ідеї у свій час.
Кожна наступна глава розповідає про те, як Луцій стикається з новою проблемою — і знову потрапляє до Японії. Він відвідує сучасні громадські лазні, приватні ванни, аквапарки, фестивалі родючості і навіть зоопарки. Саме там він щоразу знаходить натхнення для вирішення тієї проблеми, над якою працює.

## Персонажі
- Луцій Модест (яп. ルシウス・モデストゥス, Rushiusu Modesutusu) — римський архітектор терм, який відзначається талантом у проєктуванні. Він випадково відкриває для себе сучасні японські лазні, вважаючи їх купальнями «пласколицих рабів». Луцій починає використовувати ці ідеї у своїй роботі в Римі, поступово надихаючи інших своїми відкриттями. Однак його прагнення до новаторства часом призводить до неприємних наслідків: він втрачає шлюб, викликає підозри у тому, що є гомосексуальним коханцем імператора Адріана, а також ненавмисно руйнує бізнеси інших людей.
- Марк П'єтр (яп. マルクス・ピエトラス, Marukusu Pietorasu) — друг Луція та мармуровий скульптор. Часто він стає різьбярем для Луція, виконуючи різні роботи у його проєктах.
- Адріан (яп. ハドリアヌス, Hadorianusu) — імператор Римської імперії. Спочатку він доручив Луцію побудувати приватні терми, а згодом замовив йому ще кілька купалень для імперії.
- Лепід (яп. レピドゥス, Repidusu)
- Сацукі Одате — 28-річна японка, яка є як гейшею в рідному місті, так і експертом з римської історії. Вона також поліглот, вільно володіє латинською мовою і може перекладати її. Закохана в Луція.